# Elsa Artadi
Elsa Artadi Vila (Barcelona, 19 de agosto de 1976) es una economista y política española. Ha desempeñado los cargos de directora general de Tributos y Juego de la Generalidad de Cataluña y de consejera de Presidencia y portavoz del Gobierno de Cataluña.

## Biografía

### Primeros años y formación
Licenciada y máster en Economía por la Universidad Pompeu Fabra, Artadi se doctoró en la Universidad de Harvard contando con una beca de la fundación de La Caixa. De 2006 a 2011 fue profesora de Economía de la Università Bocconi en Milán. Durante esta época también fue profesora en una Universidad china y era miembro del Comité Científico del Banco Mundial en Casablanca, Marruecos, consultora del Banco Mundial en Washington y miembro del Comité Científico de la European Economic Association.

### Pupila de Mas-Colell

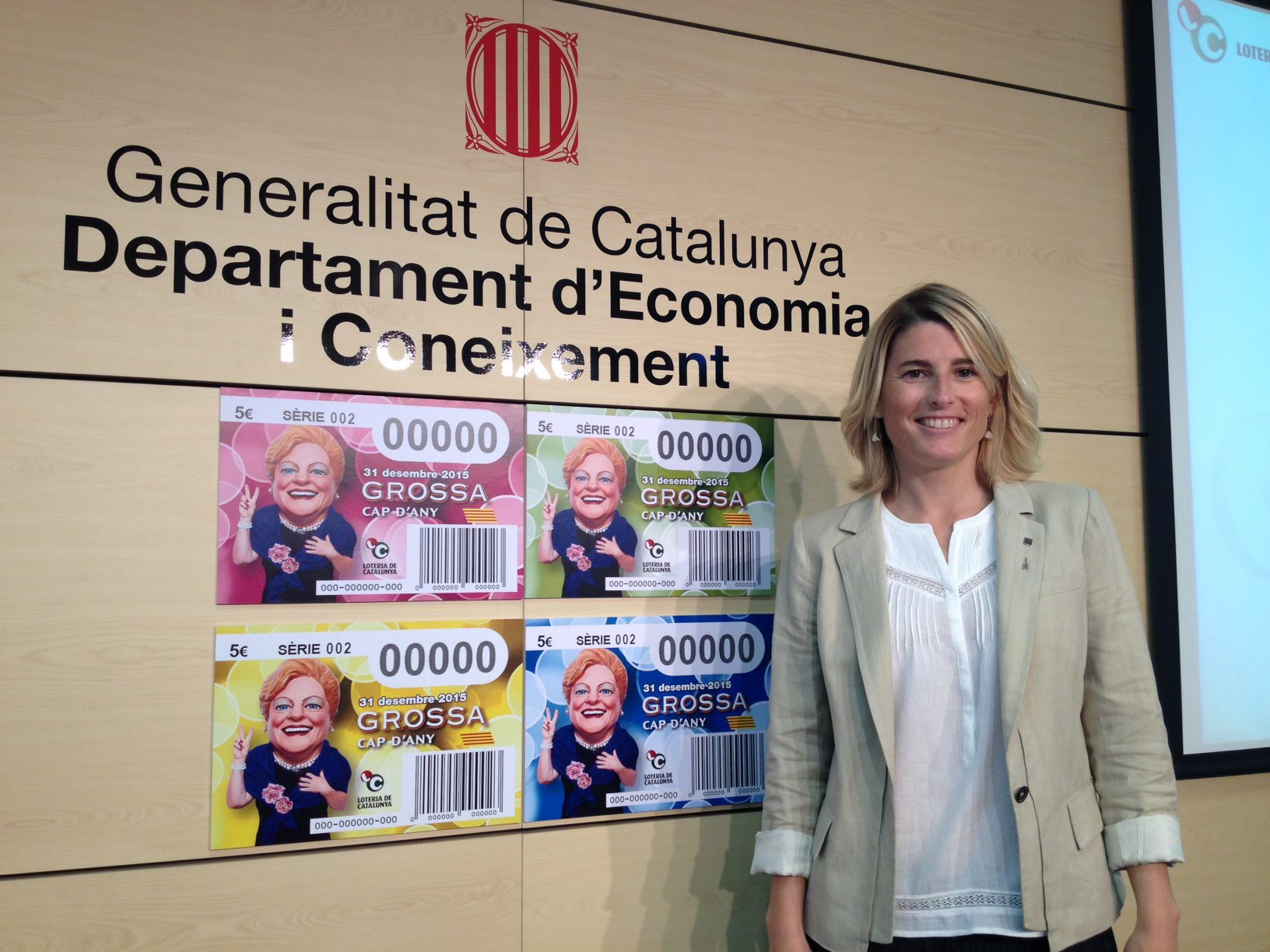
Presentando la llamada Grossa de Cap d'Any en junio de 2015.

Entró en la Generalidad de Cataluña en 2011 como asesora del Departamento de Economía, bajo el mandato del consejero Andreu Mas-Colell. En 2013 fue nombrada directora general de Tributos y Juego, donde creó La Grossa de Cap d'Any (El Gordo de fin de Año). En 2015 fue nombrada secretaria de Hacienda del Departamento de Economía y Conocimiento, y en enero de 2016 fue nombrada directora de la Coordinación Interdepartamental de la Generalidad de Cataluña.
En 2012 participó en la propuesta de pacto fiscal de la entonces CiU y participó en varios actos de campaña de las elecciones autonómicas del 25 de noviembre. En 2017 coordinó y presidió la ponencia ideológica del PDeCAT, partido del cual se dio de baja antes de las Elecciones al Parlamento de Cataluña de 2017.

### Aplicación del 155
A raíz del referéndum de autodeterminación de Cataluña del 1 de octubre de 2017 que provocó la aplicación del Artículo 155 de la Constitución Española de 1978 por parte del Gobierno español a la Generalidad de Cataluña en 2017, Elsa Artadi actuó como coordinadora interdepartamental para su aplicación en detrimento de la autonomía catalana, recibiendo por su eficacia el reconocimiento público por parte del Gobierno de España; Roberto Bermúdez de Castro, responsable del Gobierno en la gestión sobre el terreno de la aplicación del 155, consideró «fundamental» la labor de Artadi en esta y en la coordinación de la logística de los llamados «Consejos de Ministros catalanes» organizados en La Moncloa.

### Gobierno Torra

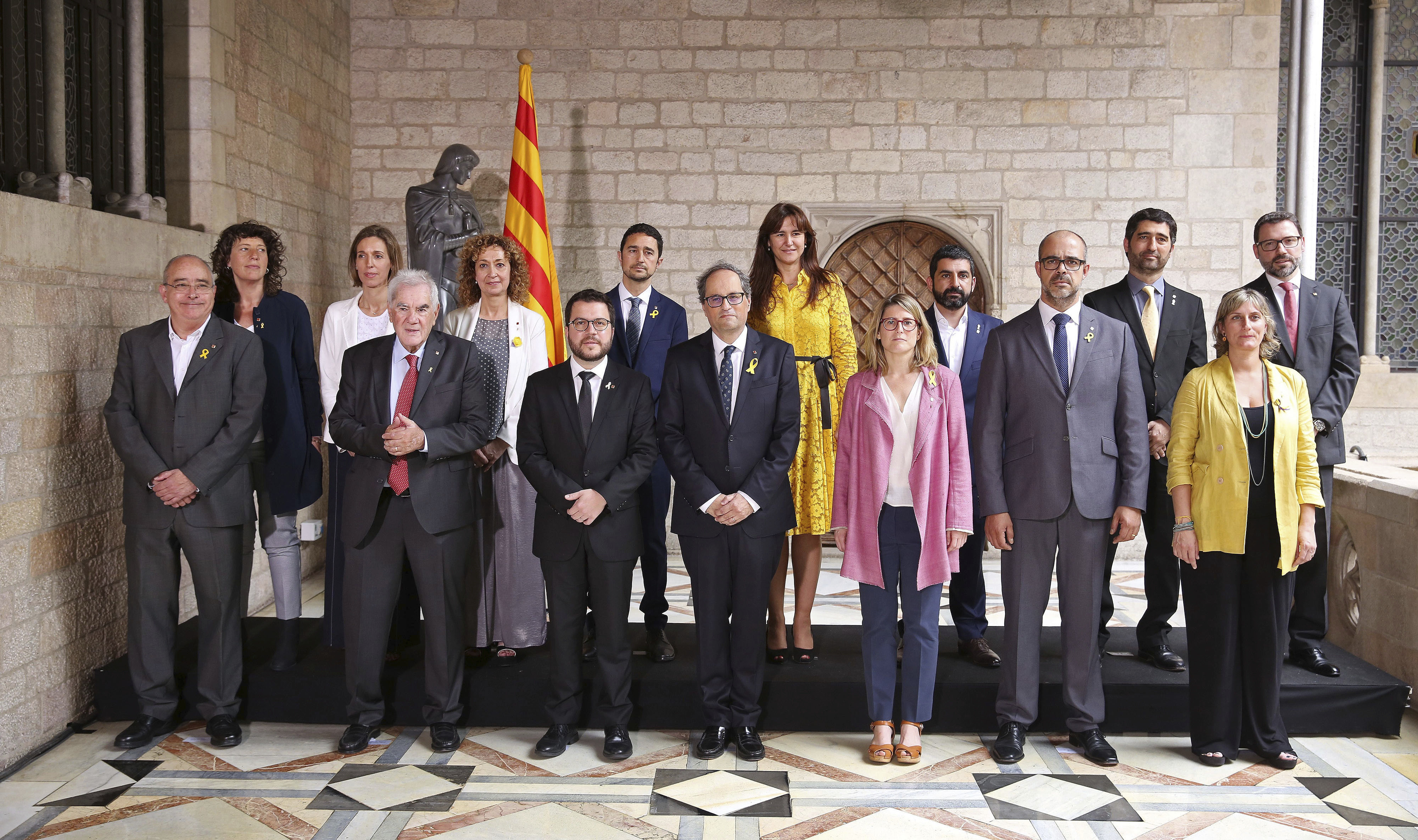
Durante la inauguración del Gobierno Torra en 2018.

Formó parte de la candidatura Junts per Catalunya para dichas elecciones siendo directora de campaña y fue elegida diputada por la circunscripción de Barcelona en la XII legislatura autonómica de Cataluña.
Desempeñó durante 4 meses la portavocía del Grupo Parlamentario de Junts per Catalunya.
Entre el 2 de junio de 2018 y el 24 de marzo de 2019 fue consejera de Presidencia y portavoz del Gobierno de la Generalidad, siendo sustituida por Meritxell Budó. Dejó el cargo para concurrir a las elecciones municipales de Barcelona.

### Ayuntamiento de Barcelona
Fue incluida finalmente como número dos de la lista de Junts de cara a las elecciones municipales del 26 de mayo de 2019 en Barcelona encabezada por Quim Forn —en prisión preventiva, lo que otorgó  a Artadi un papel protagonista durante la campaña—. Como resultado de los comicios, la candidatura obtuvo 5 concejales de la nueva corporación del Ayuntamiento de Barcelona.
Fue proclamada en enero de 2022 candidata de Junts per Catalunya a la alcaldía de Barcelona de cara a las elecciones municipales de 2023, pero el 6 de mayo de 2022 renunció a la candidatura, anunciando a su vez su retirada de la política por razones personales.